# Juan de Lezica y Torrezuri
Juan de Lezica y Torrezuri (Cortézubi, 26 de julio de 1709–Buenos Aires, 11 de abril de 1784) fue un noble y cabildante de la Corona española durante la gobernación del Río de la Plata en la que ejerció el cargo de alcalde ordinario en el Cabildo de Buenos Aires. También ostentó el título de alférez real y llegó a ser uno de los ciudadanos más acaudalados de la ciudad de Buenos Aires a finales del siglo XVIII. Es conocido por haber elevado Luján al rango de "villa" y por ser el benefactor de su primer templo, hoy demolido pero cuyas fundaciones sirvieron para erigir la actual Basílica de Luján.

## Biografía
Don Juan de Lezica y Torrezuri nació en una familia tradicional del País Vasco, hijo de don Juan de Lezica y Gaçeaga y doña María de Torrezuri. Sus antepasados combatieron en la Batalla de Las Navas de Tolosa de 1212, hecho que queda recordado en el escudo de su familia.
Lezica había recibido formación de ingeniero y en 1734, fue nombrado por Felipe V de Borbón para ser comisionado real en El Callao con el fin de examinar sus fortificaciones. Años más tarde, fue Alcalde ordinario de La Paz y contrajo matrimonio con Elena de Alquiza Peñaranda, hija de una acaudalada familia criolla. Por esos años explotaba una hacienda sembrada de coca, que su esposa aportó con su dote. También se dedicó al muy rentable comercio de mulas entre las llanuras rioplatenses y las minas de plata potosinas.
Hacia 1736, de viaje por Buenos Aires, contrajo una grave dolencia que casi lo lleva a la tumba. Al no obtener alivio por parte de sus médicos, don Juan se encomendó a la Virgen de Luján, que lo curó. Volvió al Alto Perú pero, en 1747, cayó nuevamente en la extraña y grave enfermedad que lo aquejara años atrás, por lo que decidió regresar a España con su familia. A fines de ese año, y ya de escala en Buenos Aires, sanó completamente, hecho que atribuyó nuevamente a Nuestra Señora de Luján.
Entre 1756 y 1776, don Juan de Lezica y Torrezuri se desempeñó como Alcalde ordinario en el Cabildo de Buenos Aires.

## Templo de Luján
En agradecimiento a la Virgen que estimaba lo había salvado, Lezica decidió emprender la construcción de un templo en Luján. Obtuvo de Cayetano de Marcellano y Agramont, el obispo bonaerense, que lo designaran síndico, ecónomo y patrono de la iglesia de Luján, de cuya edificación se encargaría el 16 de octubre de 1753.
El 24 de agosto de 1754 se abrieron los cimientos y el 8 de diciembre de 1763 el templo fue inaugurado solemnemente, aunque fue concluido dos años más tarde. Tenía una torre de 39 m de altura (desde el suelo del atrio), una cúpula, 66,5 m de largo incluyendo su célebre camarín (un recinto semicircular de 5 m de diámetro), 13,2 m de ancho y una nave de 12,2 m de alto. Este edificio albergó a Nuestra Señora durante 141 años, hasta el 8 de diciembre de 1904, en que fue colocada en su actual sitio.
El 17 de octubre de 1755, quien era Alcalde del Cabildo de Buenos Aires, Lezica obtuvo que la aldea formada espontáneamente alrededor del santuario lograra el rango de “Villa” y obtenga su autonomía. Luján pasó a tener Cabildo, Justicia y Regimiento propio. Su jurisdicción territorial fue limitada por los ríos Areco, la Plata y Conchas. El 10 de noviembre fueron nombrados los primeros cabildantes, y el 7 de enero de 1756 el flamante ayuntamiento celebró su primera sesión.

## Últimos años y muerte
Lezica se dedicó plenamente al desarrollo de Luján en sus últimos años de vida, convirtiéndose así en uno de los hombres más relevantes de su historia. Le consiguió a la Villa un real estandarte y en 1760 abonó el costo de las fiestas de proclamación de Carlos III de España (en la que hubo corridas de toros, teatro y acuñado de medallas conmemorativas). Más tarde, logró la radicación de familias expulsadas de la Colonia del Sacramento.
Hacia el final de su vida, don Juan de Lezica y Torrezuri era uno de los vecinos más acaudalados e influyentes de Buenos Aires. De esta manera, daría inicio a uno de los clanes más poderosos del Virreinato del Río de la Plata y más tarde, de la Argentina. Su hijo, Juan de Lezica y Alquiza fue alcalde de primer voto durante la Revolución de Mayo de 1810. Su sobrino nieto, Ambrosio Plácido de Lezica, quien llegó a ser considerado unos de los hombres más ricos de América a fines del siglo XIX, fue uno de los fundadores del primer ferrocarril en la Argentina. Otros miembros de la familia Lezica terminaron siendo distinguidos empresarios, banqueros, militares o diplomáticos argentinos, a veces ocupando papeles importantes en la historia de ese país.
Murió en Buenos Aires el 11 de abril de 1784 y está enterrado en el sitio de honor del Convento de Santo Domingo (Buenos Aires), del que era patrono.

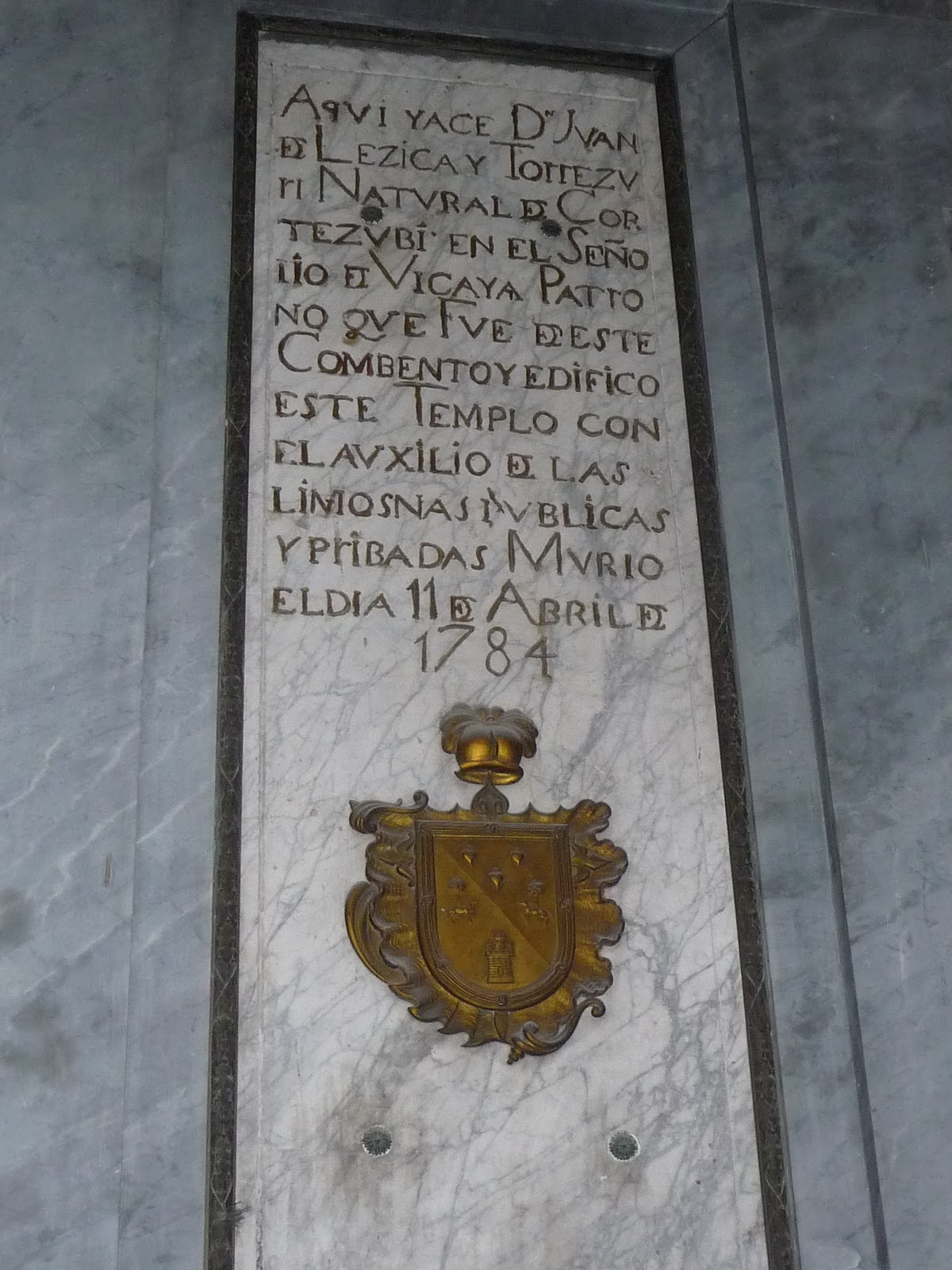
Sepulcro de D. Juan de Lezica y Torrezuri, ubicado en del convento de Santo Domingo, Ciudad de Buenos Aires.

## Homenaje
Lezica y Torrezuri, una localidad y estación ferroviaria en el partido de Luján, lleva su nombre.
Una estatua, erigida en 1932 en su honor, se encuentra en el patio de las Campanas en el Complejo Museográfico Provincial "Enrique Udaondo" de Luján.
Varios cuadros, incluyendo dos en el Cabildo de Luján (hoy convertido en Museo), lo conmemoran.

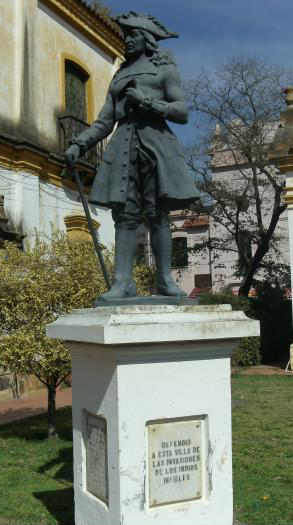
Estatua de don Juan de Lezica y Torrezuri en el Complejo Museografico Provincial Enrique Udaondo, Ciudad de Luján, Provincia de Buenos Aires.